# Företagsfinansiering
Företagsfinansiering är en aspekt av företagsekonomin och den finansiella ekonomin som är inriktad på beslut avseende dels anskaffandet av kapital (finansiering) och dels användningen av kapital till investeringar eller som rörelsekapital. Termen omfattar i princip all form av hushållning med ett företags resurser.
Den engelskspråkiga facktermen för företagsfinansiering är corporate finance. Den vanligaste formen av företagsfinansiering är försäljning - helt enkelt då ett vinstdrivande företag förr eller senare behöver få in kommersiella intäkter för att kunna fortsätta bedriva sin verksamhet. Det finns dock kortsiktigt ett antal andra alternativ.

## Företagsfinansiering
Ett företag erfordrar finansiering för anskaffandet av anläggningstillgångar som maskiner eller fastigheter men även för att kunna betala ut lön till anställda eller för att ha råd att vänta på att få betalt av kunder och att själv kunna betala leverantörer.  
Det finns tre huvudsakliga finansieringsformer:
- Ägarnas satsade medel och de medel som tjänas in av bolaget under åren som inte lämnas som utdelning, det vill säga eget kapital.
- Olika former av lån
- Rörelseskulder. Exempelvis kredit hos en leverantör.

De olika finansieringsformerna medför olika fördelar och nackdelar. Eget kapital är "gratis" i den mening att ägarna inte får någon explicit ränta på de pengar som står kvar i bolaget. Å andra sidan vill ägarna ha utdelning och se sitt kapital växa. Det är ofta effektivt att utnyttja de tillgångar som finns i bolaget som säkerhet för lån och på så sätt få en hävstångseffekt som ökar avkastningen på eget kapital. Sådana initiativ erfordrar emellertid allt som oftast att en ansenlig ekonomisk riskanalys har utförts på förhand.
Lån kan ha många olika former. Vissa former av tillgångar har särskilt stort värde som säkerhet. Exempelvis anses fartyg och fastigheter ha relativt låg risk vilket normalt ger lägre kostnad för lån med säkerhet i skeppshypotek eller fastighetshypotek. Finansieringskostnaden kan även hållas nere med andra former av garantier. Den risk som det innebär att ta ett lån och exponera sig mot ränterisk kan minskas med olika former av derivat. 
Lån kan noteras på marknad varvid risken kan delas mellan olika kreditorer, exempelvis med ett obligationslån. Vissa lån är i gränslandet mot eget kapital, exempelvis konvertibla skuldebrev.
Såväl lån som eget kapital kan säkerställas via börs genom olika marknadsnoteringar.

## Investeringar
Huvudartikel Investering
Investeringar i form av förvärv av anläggningstillgångar eller förvärv av dotterbolag sker för att förbättra det köpande bolagets ställning och framtida intjäning. Inför ett investeringsbeslut görs normalt en investeringskalkyl. Nyttan av ett förvärv är dels värdet av det kassaflöde som förväntas genereras direkt av tillgången, dels eventuella synergier med existerande tillgångar.
En annan sida av investeringar är för en säljare att hitta en villig köpare. Vissa företag eller ägare vill sälja hela eller delar av en verksamhet.

## Kapitalrationalisering
Huvudartikel Rationalisering (ekonomi)
I syfte att nå en hög avkastning avstår företag från att binda för mycket kapital. Med en effektiv hantering av likvida medel, korta kredittider till kunder och långa till leverantörer kan behovet av extern finansiering hållas nere. Andra sätt att minska behovet av extern finansiering är att hyra eller leasa tillgångar istället för att äga dem själv.

## Rådgivning inom företagsfinansiering
Företagsfinansiering är ett brett område med ett stort antal specialiserade företag som erbjuder rådgivningstjänster. Aktörer är dels traditionella svenska och internationella affärsbanker som oftast har rådgivningsverksamhet inom företagsfinansiering-området. Även de stora revisionsorganisationerna i big four erbjuder tjänster inom företagsfinansiering. Många små och stora oberoende organisationer är enbart inriktade mot företagsfinansiering, antingen hela spektrumet av tjänster eller delar av det. 